# 애월고등학교
애월고등학교(涯月高等學校)는 대한민국 제주특별자치도 제주시 애월읍 고내리에 있는 공립 고등학교이다.

## 학교 연혁
- 1953년 4월 25일 : 개교(애월상업고등학교 6학급)
- 1953년 5월 30일 : 초대 교장 장응선 선생 부임
- 1972년 3월 31일 : 애월중학교와 분리 운영
- 1983년 4월 20일 : "애월종합고등학교"로 교명 변경
- 1984년 5월 12일 : 현 위치(애월읍 고내리)로 신축 이전
- 1992년 1월 16일 : "애월상업고등학교"로 교명 환원
- 1998년 10월 20일 : 급식소(솔의집) 개관
- 2004년 12월 28일 : 체육관(창송관) 개관
- 2007년 3월 1일 : "애월고등학교"로 교명 변경
- 2008년 12월 29일 : 기숙형공립고 지정
- 2009년 4월 14일 : 일반고로 학교 체제 개편
- 2009년 12월 1일 : 정책연구·자율학교(교과교실제) 지정(3개년)
- 2010년 3월 20일 : 기숙사(창송학사) 개관
- 2015년 1월 29일 : 제주형 자율학교 지정(2개년)
- 2016년 5월 2일 : 특수목적과(미술) 지정
- 2024년 3월 1일 : 제26대 교장 송재충 선생 부임
- 2025년 1월 10일 : 제71회 졸업 140명(총 졸업생수 10,950명)
- 2025년 3월 4일 : 제74회 입학(일반과 4학급, 특수목적학과(미술) 2학급)

## 설치 학과
- 미술과
- 일반학과

## 참고 자료
- 애월고등학교 - 한국교육학술정보원 학교알리미